# Adil Çarçani
Adil Çarçani (15 de mayo de 1922-13 de octubre de 1997) fue un político albanés que ejerció como el 24º primer ministro de Albania durante el régimen comunista de Enver Hoxha. Fue jefe titular del gobierno albanés inmediatamente después de la caída del régimen comunista.

## Biografía
Çarçani nació en Fushëbardhë, distrito de Gjirokastër, Albania. Durante la Segunda Guerra Mundial, estuvo en el ejército partisano quienes combatían contra los fascistas italianos, se unió al Partido del Trabajo y después de la guerra, fue asignado para trabajar en el gobierno. Fue Ministro de Minería durante los años cincuenta, se unió al Politburó del Partido del Trabajo de Albania durante los años sesenta, y hacia 1981, se había convertido en el primer vice primer ministro de Albania.
El 18 de diciembre de 1981, inmediatamente después del suicidio de Mehmet Shehu, Çarçani se convirtió en el 24.º primer ministro de Albania. Permaneció en el cargo hasta la caída del régimen comunista en 1991, en la que renuncia a su cargo luego de que una turba derribara una estatua de Enver Hoxha, dictador comunista de Albania entre 1944 y 1985. Sin embargo, Çarçani fue elegido al parlamento en 1991, y dio el discurso de apertura.

## Juicio y últimos años
El 21 de mayo de 1994, Çarçani fue sometido a juicio por abuso de poder, junto con Ramiz Alia. Fue procesado, declarado culpable y sentenciado a prisión. Sin embargo, su condena se conmutó a 5 años de arresto domiciliario, debido a problemas de la salud. Falleció en su residencia en Tirana, el 13 de octubre de 1997.